# Państwowe Zakłady Inżynierii
Die Państwowe Zakłady Inżynierii (Nationale Maschinenbaubetriebe resp. wörtl. Nationale Ingenieurbaubetriebe, kurz PZInż) war eine polnische Rüstungsindustrie-Holding und der wichtigste polnische Hersteller von militärischen und zivilen Fahrzeugen vor dem Zweiten Weltkrieg.

## Geschichte

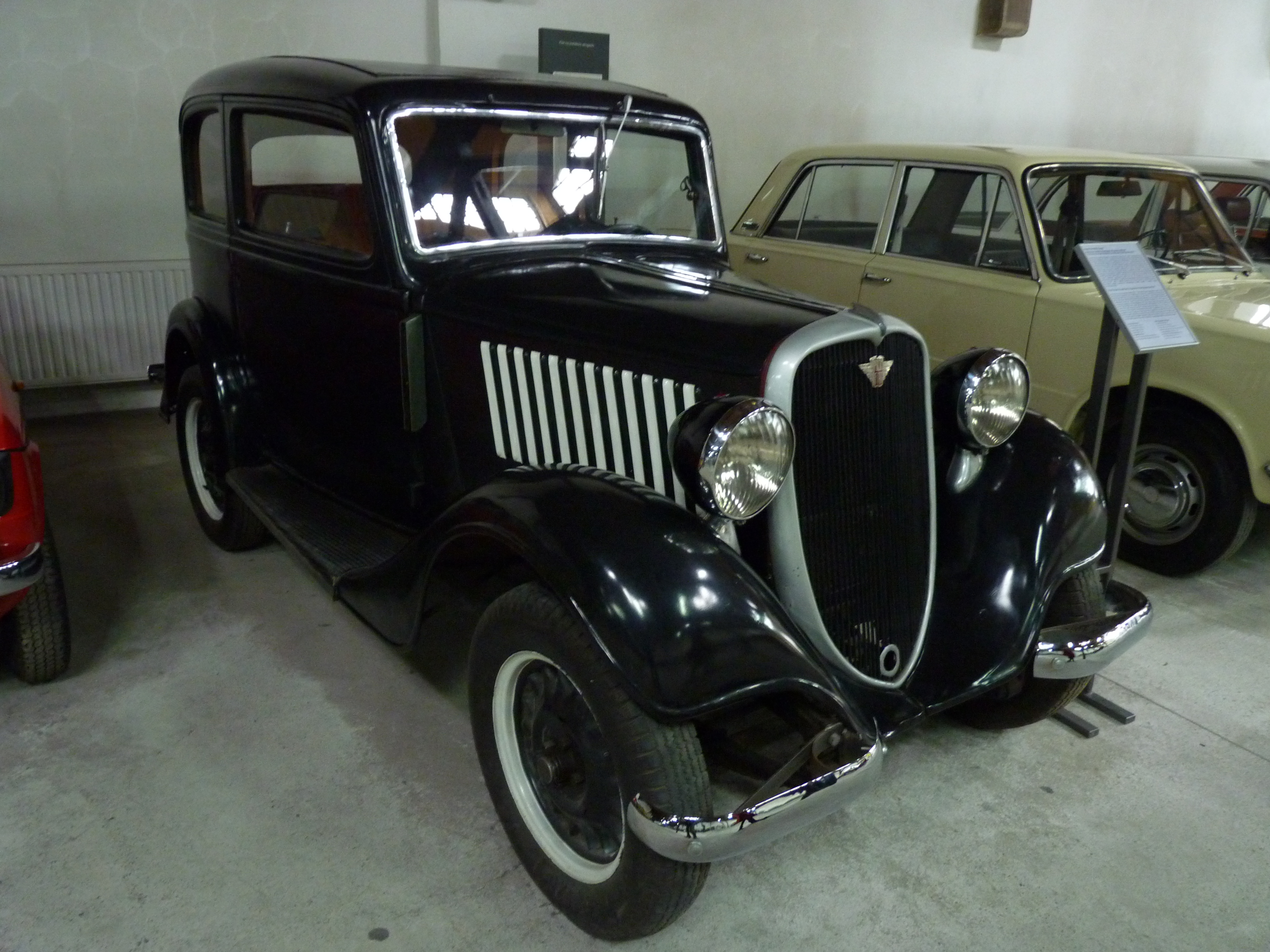
Polski Fiat 508 III Junak

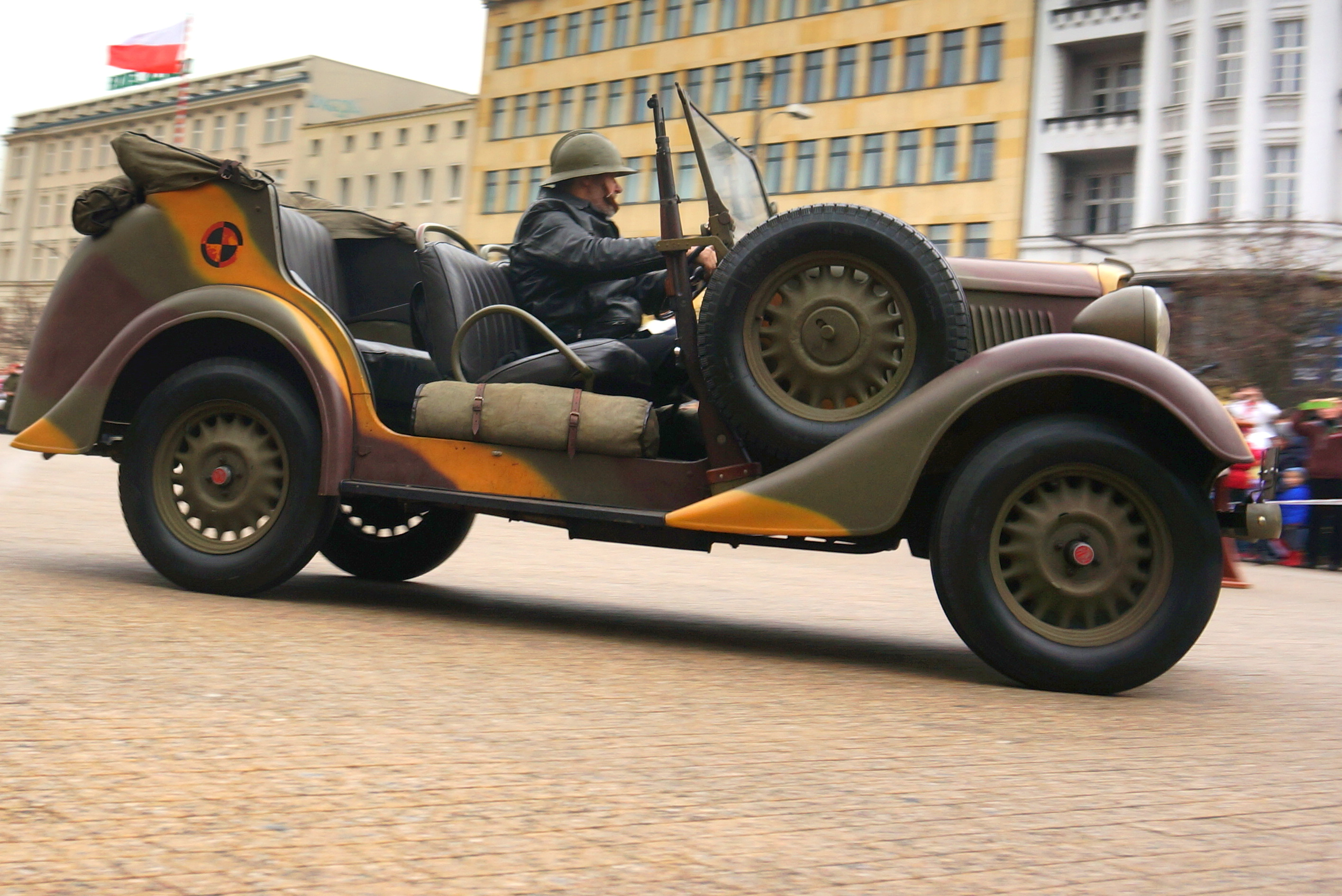
Polski Fiat 508 III/W Łazik

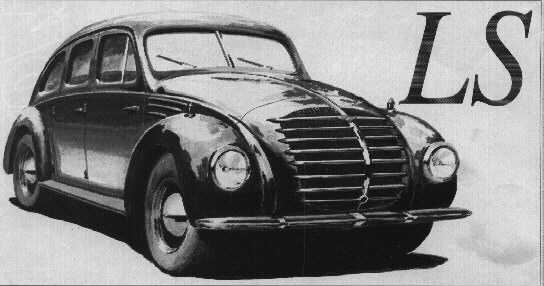
Prototyp PZInż 403 LS

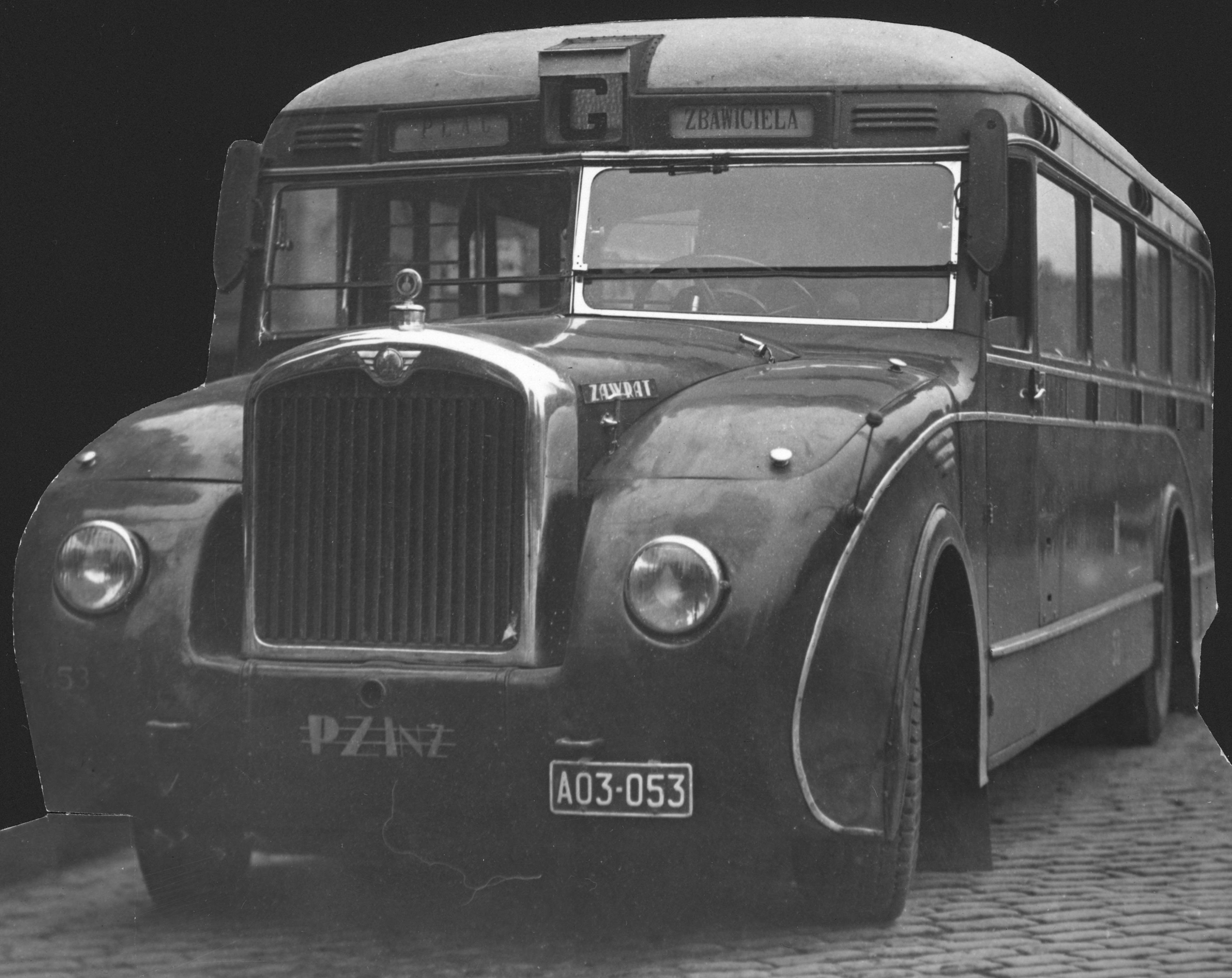
PZInż Zawrat

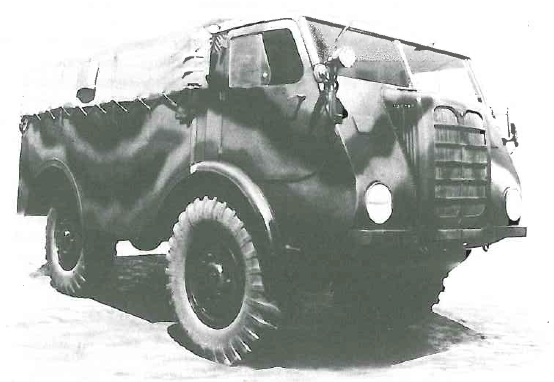
Prototyp PZInż 342

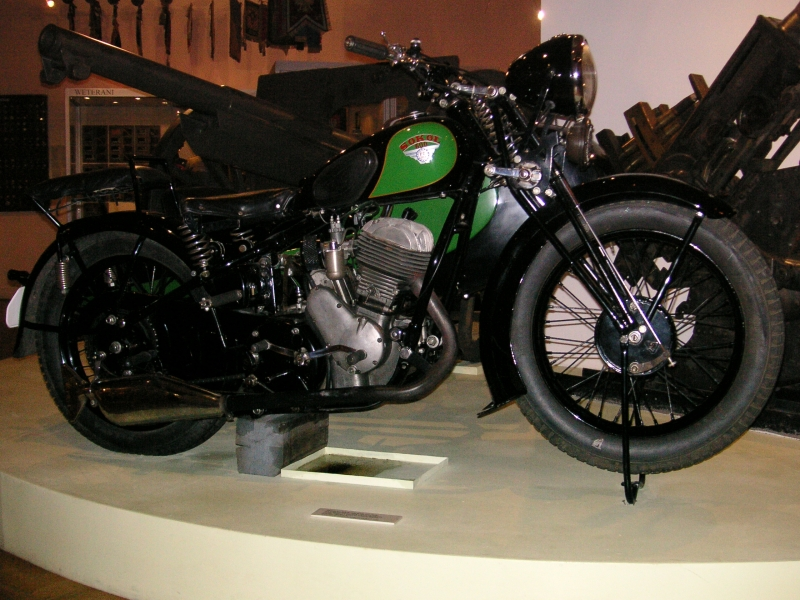
Sokół 600

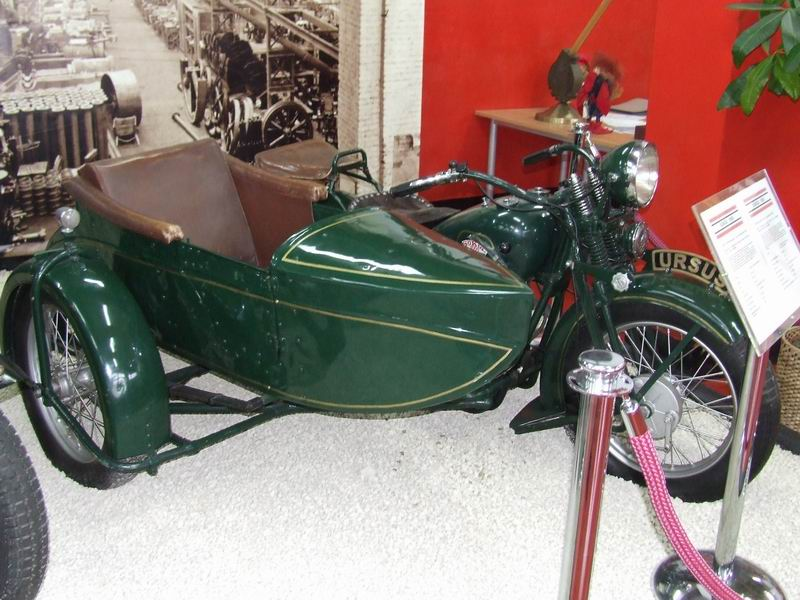
Schweres Motorrad Sokół 1000 mit Beiwagen von PZInż

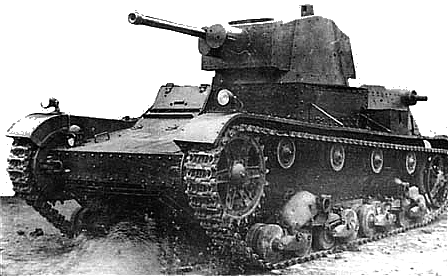
Leichter Panzer 7TP von PZInż

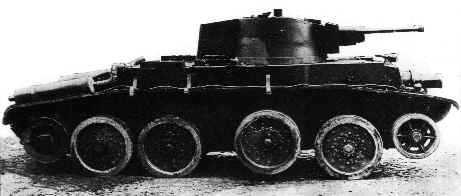
Prototyp Panzer 10TP von PZInż

Państwowe Zakłady Inżynieryjne war ein am 19. März 1928 vom polnischen Industrieminister Eugeniusz Kwiatkowski aus mehreren bereits bestehenden staatlichen Fabriken und wissenschaftlichen Instituten gegründetes Staatsunternehmen. Dazu gehörten unter anderem die Centralne Warsztaty Samochodowe und die Ursus-Fabrik. Kwiatkowskis Plan zur Umstrukturierung und Modernisierung der polnischen Rüstungsindustrie führte schließlich zur Gründung von PZInż, aber auch der Państwowe Wytwórnie Uzbrojenia (Nationale Rüstungsbetriebe), Państwowe Zakłady Lotnicze, Państwowe Zakłady Optyczne (Nationale optische Werke) und Nationale Fabrik für Schießpulver und Sprengstoffe in Pionki.
Im Jahr 1930 meldete Ursus den Konkurs an, woraufhin das Unternehmen verstaatlicht und in die Staatliche Maschinenfabrik eingegliedert wurde, deren Hauptaufgabe die Produktion für das Militär war.
PZInż. behielt den Markennamen CWS für Autos und Sokół für Motorräder bei. Die bestehende Produktion von Sokół-Motorrädern wurde bis zum Ausbruch des Zweiten Weltkriegs aufrechterhalten, während die Produktion des Autos CWS T-1 1931 eingestellt wurde.
Mit dem am 21. September 1932 unterzeichneten Lizenzvertrag mit der italienischen Firma Fiat begann die Montage und spätere Produktion des kleinen Personenwagens Fiat 508 Balilla. Bis September 1939 wurden etwa 10.000 Exemplare dieses Fahrzeugs in verschiedenen Ausführungen produziert, unter anderem für die Armee als łazik.

## Produktion
Am 21. September 1932 unterzeichneten die Nationalen Ingenieurbauwerke einen Lizenzvertrag mit dem italienischen Automobilhersteller Fiat. 1934 begannen die Montage und die Produktion des Fiat 508. Bis September 1939 wurden in der Warschauer Fabrik für Personenkraftwagen und leichte Nutzfahrzeuge (Fabryka Samochodow Osobowych i Polciezarowych) etwa 10.000 Modelle hergestellt.
In den Jahren 1933–1934 wurde auf dem PZlnż-Gelände in der Terespolska-Straße 34/36 (heute ul. Chodakowska) eine moderne Lizenzautofabrik mit dem Namen Fabryka Samochodów Osobowych i Półciężarowych (Werk für Personenkraftwagen und leichte Nutzfahrzeuge) errichtet.
1933 wurden die Staatlichen Maschinenbaubetriebe neu organisiert und bestanden fortan aus den folgenden Organisationseinheiten:
- Büro für allgemeine Verwaltung und Studium in Warschau
- F 1 - Ursus LKW Fabrik in Ursus/Warschau
- F 2 - Fabrik für Personenkraftwagen und halbschwere Fahrzeuge in Warschau
- F 3 - Ursus Motoren- und Armaturenwerk in Warschau
- F 4 - Gießerei für Gusseisen und Nichteisenmetalle in Ursus
- F 5 - Modlin-Werft
- F 6 - Tankstelle in Warschau
- Servicestation in Warschau.

Der Posten des Generaldirektors von PZInż wurden von Kazimierz Meÿer bis 1934 und von Adam Kręglewski bis 1936 bekleidet.
Im September 1939 wurde PZInż bombardiert, und 1944, nachdem die Maschinen und Anlagen geplündert und abtransportiert worden waren, von den Deutschen vollständig zerstört. Nach dem Krieg wurden sie u. a. durch die Pariser Kommunalen Telefonwerke (ZWUT) ersetzt, die später von Ardo übernommen wurden. In diesem Gebiet befindet sich derzeit u. a. Eltel Networks

### Hergestellte Fahrzeugmodelle
- 7TP - leichter Panzer,
- C2P (1937–1939) - Artillerie-Raupenfahrzeug,
- C4P (1936–1939) - Halbkettenfahrzeug für Artillerie,
- C7P (1934–1939) - Artillerie-Raupenfahrzeug,
- Polski Fiat 508 kleiner Pkw auf Basis Fiat 508 von 1934[1] bis 1939[2]
- Polski Fiat 518 Pkw auf Basis Fiat 518 von 1936[3] bis 1939[2]
- Fiat 500 Topolino kleiner Pkw von 1937[4] bis 1939 ohne Hinweis auf Markennamen Polski Fiat[2]
- Fiat 1100 Pkw von 1938[5] bis 1939 ohne Hinweis auf Markennamen Polski Fiat[2]
- Fiat 1500 Pkw von 1939 ohne Hinweis auf Markennamen Polski Fiat[2]
- Fiat 2800 Pkw von 1939 ohne Hinweis auf Markennamen Polski Fiat[2]
- Polski Fiat 618 Grom (1937–1939) - Lastwagen,
- Polski Fiat 621L (1935–1939) - Lastwagen,
- Polski Fiat 621R (1935–1939) - Omnibus,
- PZInż 302 (auch bekannt als Fiat 508/518) (1937–1938) - Geländewagen für die Armee,
- PZInż. 603 (1939) - Geländewagen,
- PZInż. 703 - Lastwagen,
- PZInż. 713 - Lastwagen,
- PZInż. 723 - Bus,
- Samochód pancerny wz. 29 (1929–1931) - Panzerwagen,
- Samochód pancerny wz. 34 (1933–1938) - leichter Panzerwagen,
- Samochód półgąsienicowy wz. 34 (1936–1939) - Halbkettenfahrzeug (zivile Variante des C4P)
- Sokół 200 (M 411) (1939) - beliebtes Motorrad, von dem etwa 78 Stück hergestellt wurden,
- Sokół 600 RT (M 211) (1935–1939) - ein Reisemotorrad,
- Sokół 1000 (M 111) (1933–1939) - schweres Motorrad,
- Ursus Typ A (1928–1931) - Lastwagen,
- Zawrat - Omnibus, der in Lizenz von Saurer in der Ursus-Fabrik hergestellt wurde.

### Hergestellte Prototypen
Die Nationalen Maschinenbaubetriebe verfügten auch über mehrere Prototypen, die jedoch aufgrund des Überfall auf Polen durch Nazi-Deutschland und die Sowjetunion nicht in Produktion gingen.
- 4TP (1937) - leichter Aufklärungspanzer,
- 10TP - Aufklärungspanzer,
- PZInż. 130 (1937) - schwimmender Aufklärungspanzer,
- PZInż. 140 (1937) - leichter Aufklärungspanzer,
- PZInż. 152 (1937) - Artillerietraktor,
- PZInż. 160 (1937) - leichte Selbstfahrlafette,
- PZInż. 202 (1938) - Prototyp eines Halbkettenfahrzeugs,
- PZInż. 222 (1938–1939) - mehrere Prototypen eines Halbkettenfahrzeugs,
- PZInż. 303 (1939) - Geländewagen für die Armee,
- PZInż. 312 (1937) - Traktor mit Rädern,
- PZInż. 322 - Traktor auf Rädern,
- PZInż. 342 (1938?) - Artillerietraktor auf Rädern
- PZInż. 343 (1938/1939) - Artillerieschlepper auf Rädern
- PZInż. 403 Lux-Sport (1936) - Prototyp einer siebensitzigen Limousine,
- Sokół 500 RS (M 311) (1935–1937) - Sportmotorrad,
- WM (1928) - Prototyp eines kleinen Personenwagens, entworfen von Władysław Mrajski.

Neben Fahrzeugen stellte PZInż auch Flugzeugtriebwerke in Lizenz für verschiedene ausländische Hersteller her, wie z. B.:
- P.Z. Inż. Junior 120 hp - Walter Junior aus der Tschechoslowakei
- P.Z. Inż. Major - Walter Major aus der Tschechoslowakei
- P.Z. Inż. Minor - Walter Minor aus der Tschechoslowakei

Kurz nach Ausbruch des Zweiten Weltkriegs und der deutschen Besetzung Polens wurde die PZInż vom deutschen Staat beschlagnahmt, ihre Fabriken demontiert und nach Deutschland geschickt, während ein Großteil der Ingenieure entweder getötet oder als Zwangsarbeiter nach Deutschland geschickt wurde. Nach dem Warschauer Aufstand wurde die Warschauer Zentrale des PZInż in die Luft gesprengt und nach dem Krieg nicht wieder aufgebaut. Im Jahr 1946 begann der Wiederaufbau der Ursus-Werke, die schließlich zu einer großen Traktorfabrik wurden.